# Plagiognathus paramundus
Plagiognathus paramundus är en insektsart som beskrevs av Schuh 2001. Plagiognathus paramundus ingår i släktet Plagiognathus och familjen ängsskinnbaggar. Inga underarter finns listade i Catalogue of Life.